# 가네시마촌
가네시마촌(金島村)은 일본 후쿠오카현 미이군에 설치되었던 촌이다. 1955년 3월 1일 가네시마촌 및 기타노정, 유게촌, 오키촌 등 4개 정·촌이 신설합병해 새롭게 기타노정이 설치되고 폐지되었다.